# Top Gun: Maverick (soundtrack)
Top Gun: Maverick is de originele soundtrack van de gelijknamige film uit 2022, gecomponeerd door Harold Faltermeyer, Lady Gaga en Hans Zimmer. Het album bestaat uit de filmmuziek en twee originele nummers, "Hold My Hand" van Gaga en "I Ain't Worried" van OneRepublic, die voorafgaand aan het album als singles werden uitgebracht. De soundtrack bevat het nummer "Danger Zone" van Kenny Loggins, dat ook in de eerste film te horen was. "Great Balls of Fire", een ander nummer uit de eerste film uitgevoerd door Jerry Lee Lewis, was ook te horen in het vervolg. Het nummer wordt uitgevoerd door Miles Teller, die de rol vertolkt van Bradley "Rooster" Bradshaw. De soundtrack werd op 27 mei 2022 uitgebracht door Interscope Records.

## Tracklist
Alle muziek is geschreven door Harold Faltermeyer, Lady Gaga en Hans Zimmer, tenzij anders vermeld.
| Nr. | Titel                                                | Componist(en)                                                                     | Duur |
| --- | ---------------------------------------------------- | --------------------------------------------------------------------------------- | ---- |
| 1.  | "Main Titles (You've Been Called Back to Top Gun)" + |                                                                                   | 2:30 |
| 2.  | "Danger Zone" – Kenny Loggins                        | Giorgio Moroder & Tom Whitlock                                                    | 3:35 |
| 3.  | "Darkstar" +                                         |                                                                                   | 3:01 |
| 4.  | "Great Balls of Fire" (live) – Miles Teller          | Otis Blackwell & Jack Hammer                                                      | 1:54 |
| 5.  | "You're Where You Belong / Give 'Em Hell" ++         |                                                                                   | 5:46 |
| 6.  | "I Ain't Worried" – OneRepublic                      | Björn Yttling, Tyler Spry, Peter Morén, Brent Kutzle, John Eriksson & Ryan Tedder | 2:28 |
| 7.  | "Dagger One is Hit / Time to Let Go"                 |                                                                                   | 5:06 |
| 8.  | "Tally Two / What's the Plan / F-14"                 |                                                                                   | 4:34 |
| 9.  | "The Man, The Legend / Touch Down" ++                |                                                                                   | 3:54 |
| 10. | "Penny Returns" (interlude) ++                       |                                                                                   | 2:47 |
| 11. | "Hold My Hand" – Lady Gaga                           | Gaga & Michael Tucker                                                             | 3:45 |
| 12. | "Top Gun Anthem"                                     | Harold Faltermeyer                                                                | 2:28 |

+ Bevat een interpolatie van "Top Gun Anthem"
++ Bevat een interpolatie van "Hold My Hand"

## Bezetting
Solisten:
- Bas: Nico Abondolo & Trey Henry
- Cello: Tina Guo & Ro Rowan
- Hoorn: Dylan S. Hart
- Trompet: Thomas Hooten
- Elektrische gitaar: Lexii Lynn Frazier
- Drums: Chad Smith
- Viool: Ben Powell

Overige:
- Begeleiden van muziekredacteur: Cecile Tournesac
- Muziekredacteur: Ryan Rubin
- Aanvullende muziekredactie: Peter Myles & Mikael Sandgren
- Muziekadviseurs: Jason Bentley, T Bone Burnett, Kathy Nelson & Ryan Tedder
- Extra muziek van David Fleming, Andrew Kawczynski & Steve Mazzaro
- Aanvullende arrangementen: Steve Davis, Sven Faulconer, Stuart Michael Thomas, Max Aruj & Steffen Thum
- Filmmuziekconsulent: Guthrie Govan
- Orkesten door Bruce L. Fowler, Walt Fowler, David Giuli, Jennifer Hammond, Yvonne Suzette Moriarty & Booker White
- Muziekvoorbereiding: Booker White
- Orkestrale contractant: Peter Rotter
- Filmmuziek gemixt door Al Clay & Stephen Lipson
- Filmmuziek Mix-assistent: Alvin Wee
- Sequencerprogrammering: Omer Benyamin & Steven Doar
- Technische filmmuziek ingenieur: Chuck Choi
- Technische assistenten: Alejandro Moros, Alex Lamy, Fabio Marks, Jim Grimwade, Aldo Arechar, Kevin Anderson, Florian Faltermeyer, Alfie Godfrey & Michael Bitton
- Synth-programmering: Hans Zimmer & Lorne Balfe
- Synth-ontwerp: Kevin Schroeder
- Digitaal instrumentontwerp: Mark Wherry
- Voorbereiding van digitale instrumenten: Taurees Habib & Raul Vega
- Muziekproductiediensten: Steven Kofsky
- Filmmuziek Coördinatoren: Shalini Singh & Queenie Li
- Assistenten van Hans Zimmer: Cynthia Park & Nicole Jacob
- Albumproducenten: Lore Balfe & Hans Zimmer
- Uitvoerend albumproducenten: Jerry Bruckheimer, Tom Cruise, Joseph Kosinski & Anthony Seyler
- Uitvoerend verantwoordelijk voor de muziek voor Paramount Pictures: Randy Spendlove

## Hitnoteringen

### NederlandseAlbum Top 100
| Hitnotering: 18-06-2022 | Hitnotering: 18-06-2022 | Hitnotering: 18-06-2022 |
| Week:                   | 1                       |                         |
| ----------------------- | ----------------------- | ----------------------- |
| Positie:                | 85                      | uit                     |

### VlaamseUltratop 200 Albums
| Hitnotering: (Week 1 t/m 32) 04-06-2022 t/m 07-01-2023 Hitnotering: (Week 33 t/m 34) 21-01-2023 t/m 28-01-2023 | Hitnotering: (Week 1 t/m 32) 04-06-2022 t/m 07-01-2023 Hitnotering: (Week 33 t/m 34) 21-01-2023 t/m 28-01-2023 | Hitnotering: (Week 1 t/m 32) 04-06-2022 t/m 07-01-2023 Hitnotering: (Week 33 t/m 34) 21-01-2023 t/m 28-01-2023 | Hitnotering: (Week 1 t/m 32) 04-06-2022 t/m 07-01-2023 Hitnotering: (Week 33 t/m 34) 21-01-2023 t/m 28-01-2023 | Hitnotering: (Week 1 t/m 32) 04-06-2022 t/m 07-01-2023 Hitnotering: (Week 33 t/m 34) 21-01-2023 t/m 28-01-2023 | Hitnotering: (Week 1 t/m 32) 04-06-2022 t/m 07-01-2023 Hitnotering: (Week 33 t/m 34) 21-01-2023 t/m 28-01-2023 | Hitnotering: (Week 1 t/m 32) 04-06-2022 t/m 07-01-2023 Hitnotering: (Week 33 t/m 34) 21-01-2023 t/m 28-01-2023 | Hitnotering: (Week 1 t/m 32) 04-06-2022 t/m 07-01-2023 Hitnotering: (Week 33 t/m 34) 21-01-2023 t/m 28-01-2023 | Hitnotering: (Week 1 t/m 32) 04-06-2022 t/m 07-01-2023 Hitnotering: (Week 33 t/m 34) 21-01-2023 t/m 28-01-2023 | Hitnotering: (Week 1 t/m 32) 04-06-2022 t/m 07-01-2023 Hitnotering: (Week 33 t/m 34) 21-01-2023 t/m 28-01-2023 | Hitnotering: (Week 1 t/m 32) 04-06-2022 t/m 07-01-2023 Hitnotering: (Week 33 t/m 34) 21-01-2023 t/m 28-01-2023 | Hitnotering: (Week 1 t/m 32) 04-06-2022 t/m 07-01-2023 Hitnotering: (Week 33 t/m 34) 21-01-2023 t/m 28-01-2023 | Hitnotering: (Week 1 t/m 32) 04-06-2022 t/m 07-01-2023 Hitnotering: (Week 33 t/m 34) 21-01-2023 t/m 28-01-2023 | Hitnotering: (Week 1 t/m 32) 04-06-2022 t/m 07-01-2023 Hitnotering: (Week 33 t/m 34) 21-01-2023 t/m 28-01-2023 | Hitnotering: (Week 1 t/m 32) 04-06-2022 t/m 07-01-2023 Hitnotering: (Week 33 t/m 34) 21-01-2023 t/m 28-01-2023 | Hitnotering: (Week 1 t/m 32) 04-06-2022 t/m 07-01-2023 Hitnotering: (Week 33 t/m 34) 21-01-2023 t/m 28-01-2023 | Hitnotering: (Week 1 t/m 32) 04-06-2022 t/m 07-01-2023 Hitnotering: (Week 33 t/m 34) 21-01-2023 t/m 28-01-2023 | Hitnotering: (Week 1 t/m 32) 04-06-2022 t/m 07-01-2023 Hitnotering: (Week 33 t/m 34) 21-01-2023 t/m 28-01-2023 | Hitnotering: (Week 1 t/m 32) 04-06-2022 t/m 07-01-2023 Hitnotering: (Week 33 t/m 34) 21-01-2023 t/m 28-01-2023 | Hitnotering: (Week 1 t/m 32) 04-06-2022 t/m 07-01-2023 Hitnotering: (Week 33 t/m 34) 21-01-2023 t/m 28-01-2023 | Hitnotering: (Week 1 t/m 32) 04-06-2022 t/m 07-01-2023 Hitnotering: (Week 33 t/m 34) 21-01-2023 t/m 28-01-2023 | Hitnotering: (Week 1 t/m 32) 04-06-2022 t/m 07-01-2023 Hitnotering: (Week 33 t/m 34) 21-01-2023 t/m 28-01-2023 |
| Week: | 1 | 2 | 3 | 4 | 5 | 6 | 7 | 8 | 9 | 10 | 11 | 12 | 13 | 14 | 15 | 16 | 17 | 18 | 19 | 20 | |
| --- | --- | --- | --- | --- | --- | --- | --- | --- | --- | --- | --- | --- | --- | --- | --- | --- | --- | --- | --- | --- | --- |
| Positie: | 18 | 20 | 26 | 30 | 38 | 56 | 39 | 48 | 41 | 43 | 93 | 55 | 90 | 61 | 37 | 75 | 95 | 135 | 104 | 176 | |
| Week: | 21 | 22 | 23 | 24 | 25 | 26 | 27 | 28 | 29 | 30 | 31 | 32 | | 33 | 34 | | | | | | |
| Positie: | 185 | 192 | 181 | 21 | 130 | 84 | 96 | 182 | 113 | 106 | 146 | 126 | uit | 127 | 104 | uit | | | | | |

## Prijzen en nominaties
| Jaar | Prijs                   | Categorie                                    | Genomineerde(n)                                          | Uitslag     |
| ---- | ----------------------- | -------------------------------------------- | -------------------------------------------------------- | ----------- |
| 2023 | Golden Globes           | Beste filmsong                               | BloodPop & Lady Gaga voor "Hold My Hand"                 | Genomineerd |
| 2023 | Critics' Choice Awards  | Beste nummer                                 | BloodPop & Lady Gaga voor "Hold My Hand"                 | Genomineerd |
| 2023 | Grammy Awards           | Best Compilation Soundtrack for Visual Media | Harold Faltermeyer, Lady Gaga, Hans Zimmer & Lorne Balfe | Genomineerd |
| 2023 | Grammy Awards           | Best Song Written for Visual Media           | BloodPop & Lady Gaga voor "Hold My Hand"                 | Genomineerd |
| 2023 | Satellite Awards        | Beste soundtrack                             | Harold Faltermeyer, Lady Gaga, Hans Zimmer & Lorne Balfe | Genomineerd |
| 2023 | Satellite Awards        | Beste filmsong                               | BloodPop & Lady Gaga voor "Hold My Hand"                 | Gewonnen    |
| 2023 | Academy Awards (Oscars) | Beste originele nummer                       | BloodPop & Lady Gaga voor "Hold My Hand"                 | Genomineerd |